# رومن هورکو
رومن هورکو (انگلیسی: Roman Hurko؛ زادهٔ ۲۱ اکتبر ۱۹۶۲) آهنگساز اهل اوکراین است.